# أودري ستيفنز نيوجي
أودري ستيفنز نيوجي (21 يوليو 1932 – 28 فبراير 2010) عالمة كيمياء حيوية أمريكية، اشتهرت بأنها مكتشفة مشاركة لـ بوليميراز الحمض النووي الريبوزي.

## النشأة والتعليم
ولدت أودري ستيفنز نيوجي في مزرعة بالقرب من ليت في نبراسكا، وهي الطفلة الثالثة للويز وجون ستيفنز. كانت لديها شقيقها الأكبر ترافيس وأختها التوأم أرديسي. في وقت لاحق، انتقلت العائلة إلى مزرعة أخرى على بعد حوالي 10 أميال من واين في نبراسكا. عندما كانت في سن المراهقة، أقامت أودري وأرديسي مع عائلة في المدينة حتى يتمكنوا من الالتحاق بالمدرسة الثانوية دون التنقل الطويل.

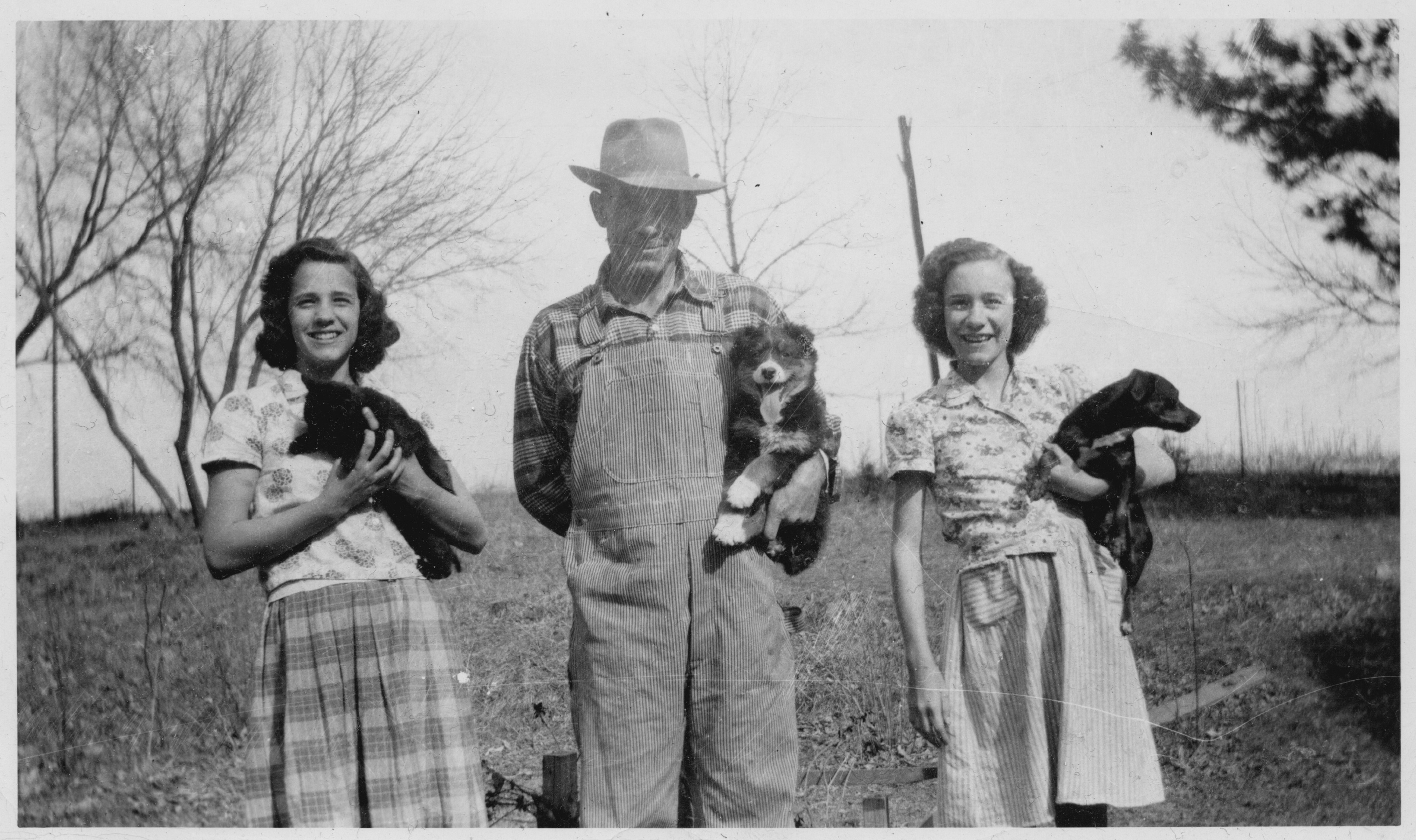
من اليسار إلى اليمين: أرديسي وجون وأودري ستيفنز.

تابعت أودري دراسة الكيمياء على خطى أخيها الأكبر ، الذي مارس مهنة في الكيمياء العضوية. بعد عامين في كلية المعلمين بولاية نبراسكا (الآن كلية واين استيت)، حصلت على درجة البكالوريوس في الكيمياء من كلية ولاية أيوا (الآن جامعة ولاية أيوا) في عام 1953، وعلى درجة الدكتوراه في الكيمياء الحيوية من جامعة كيس ويسترن ريزيرف في عام 1958.

## المهنة العملية
بينما كانت باحثة ما بعد الدكتوراه في المعاهد الوطنية للصحة أجرت أودري ستيفنز بشكل مستقل تجارب أصلية توضح تخليق الحمض النووي الريبي في خلايا الإشريكية القولونية. وبالتالي، فهي واحدة من 4 باحثين يُنسب إليهم اكتشاف بوليميراز الحمض النووي الريبي. من هناك أصبحت أودري أستاذة في كلية الطب بجامعة سانت لويس، ثم أمضت وقتًا في كلية الطب بجامعة ميريلاند، قبل أن تستقر في مختبر أوك ريدج الوطني، حيث قضت بقية حياتها المهنية.
في عام 1972، عزلت ستيفنز بروتين 10 كيلو دالتون من بكتريا قولونية مصابة بعاثية الأمعاء T4 التي تثبط بوليميراز الحمض النووي الريبي. هذا البروتين هو عامل مضاد للسيجما والذي أطلق عليه اسم «مثبط أودري ستيفنز».

## انتخابها للأكاديمية الوطنية للعلوم
في عام 1998، انتخبت أودري ستيفنز نيوجي في الأكاديمية الوطنية للعلوم  تقديراً لمساهماتها العديدة القيمة في مجال الكيمياء الحيوية.

## الحياة الشخصية
كانت أودري من أوائل الرواد في تحقيق التوازن بين الحياة المهنية العلمية والحياة الأسرية. في عام 1964، تزوجت زميلها الكيميائي الحيوي سليل كومار نيوجي. ظلا متزوجين حتى وفاتهم في عام 2010. كان لديهما ولدان كريشنا وديف نيوجي، الذين عملا أيضًا في مجال العلوم البيولوجية. بعد ولادة ابنها الثاني في عام 1967 من أجل تكريس المزيد من الوقت لتربية الأطفال تم تغيير منصب أودري رسميًا في مختبر أوك ردج الوطني إلى نصف الوقت. على الرغم من أنها استمرت في العمل لساعات أقرب إلى الدوام الكامل، إلا أن هذا منحها المرونة لتكون متاحة أكثر لأطفالها. واصلت إجراء التجارب والنشر في المجلات العلمية المحكمة حتى أواخر الستينيات من عمرها.